# Sergio Aracil Izquierdo
 Sergio Aracil Izquierdo (San Vicente del Raspeig, Alicante, España, 1 de junio de 1988), conocido como Sergio Aracil, es un entrenador de fútbol español.

## Trayectoria deportiva

### Inicios
Natural de San Vicente del Raspeig en la provincia de Alicante, Sergio Aracil comenzó su andadura en los banquillos como técnico de fútbol base en su tierra. Fue en 2011 cuando dio el primer paso entrenando en las categorías inferiores del FC Jove Español. El curso siguiente fue a Elche, y durante dos campañas, hizo lo propio en el Kelme CF. Después de eso pasó a dirigir al conjunto juvenil del CF Celtic Elche, permaneciendo en la entidad por otros dos años. En 2016 regresó al FC Jove Español para dirigir a su combinado de Liga Nacional Juvenil de España.

### Tercera División

#### Muleño CF
Dirigiendo a los juveniles del FC Jove Español, en el segundo tramo de ese curso, un club de categoría nacional senior se interesó por el técnico alicantino, convirtiéndose así en el segundo entrenador del Muleño CF. El siguiente año, la directiva del club del noroeste murciano eligió a Aracil quien en la 2017/2018 firmó como técnico titular en el Muleño CF de la Tercera División de España de la Región de Murcia, realizando la mejor campaña del club en el Grupo XIII hasta la fecha.

#### UCAM Murcia CF
La temporada siguiente, la 2018/2019, sus actuaciones no pasaron desapercibido para otros clubes del Grupo XIII y en junio de ese año el UCAM Murcia CF se hizo con sus servicios para que tomara las riendas de su filial en la misma categoría en la que debutó el pasado curso, posicionándose finalmente en la zona media alta de la tabla y logrando la máxima puntuación histórica del filial universitario en la Tercera División de España.

### Debut en Segunda División B
En la temporada 19/20, habiendo renovado con el filial universitario por una campaña más, en la que al finalizar, lograron la mejor clasificación histórica del segundo equipo azul dorado en  categoría nacional  rozando los puestos de play-off de ascenso a la categoría de bronce del fútbol español, siendo incluso premiado como mejor entrenador esa campaña en el Tercera División de España - Grupo XIII de Tercera División de España, al técnico de San Vicente del Raspeig se le presentó además una oportunidad de categoría superior.
Propiciado por la destitución de Miguel Rivera del banquillo universitario, y conocedores del nivel mostrado por el filial esa campaña, la directiva del club de la capital murciana encomendó a Sergio Aracil la tarea de dirigir al primer equipo tomando las riendas del mismo en los encuentros venideros de la competición liguera.
Así fue como el 19 de enero de 2020 el técnico alicantino debutó a los mandos en encuentro oficial de Segunda División B de España donde el cuadro azuldorado se alzó con el triunfo en La Condomina por 4-3 ante la Real Balompédica Linense.
La siguiente jornada de liga de Segunda División B de España, el UCAM Murcia CF de Aracil caería en su visita al Marbella FC finalizando de esa manera su fugaz paso por la categoría de bronce del fútbol español y regresando a su inicial cargo en el conjunto de Tercera División de España donde renovaría por tercera campaña consecutiva hasta acordar su cese en febrero de 2021 con la entidad universitaria.

#### CF Lorca Deportiva
El 1 de marzo de 2022 firma como entrenador del Club de Fútbol Lorca Deportiva de Tercera División de España. Al término de la temporada sería renovado por una campaña más, pero el 17 de enero de 2023 era destituido de su cargo con el equipo situado en puestos de play off de ascenso durante las últimas 10 jornadas.

#### Club Polideportivo Villarrobledo
El 28 de junio de 2023, firma por el c de Tercera División de España por dos temporadas, un club histórico que venía de una temporada difícil tanto económica como deportivamente. 
Tras una primera temporada en la que el Club Polideportivo Villarrobledo llegó a situarse líder durante varias jornadas, comenzaron los retrasos en los pagos y no se pudo aguantar el ritmo de puntos en la segunda vuelta.
En la segunda temporada, y con el equipo situado en puestos de playoff de ascenso, el 22 de enero de 2025, Sergio dimite como entrenador CP Don Octavio Villarrobledo, debido a la marcha de jugadores producida por los casi tres meses de impagos que llevaban acumulados, situación que ponía fin a una racha de una única derrota en los últimos 14 partidos.

## Clubes

### Como entrenador
| Club                             | País   | Año         |
| -------------------------------- | ------ | ----------- |
| Muleño CF                        | España | 2017 - 2018 |
| UCAM Murcia CF B                 | España | 2018 - 2020 |
| UCAM Murcia CF                   | España | 2020        |
| UCAM Murcia CF B                 | España | 2020 – 2021 |
| Club de Fútbol Lorca Deportiva   | España | 2021 – 2022 |
| Club Polideportivo Villarrobledo | España | 2023 – 2025 |